# Великий каньйон

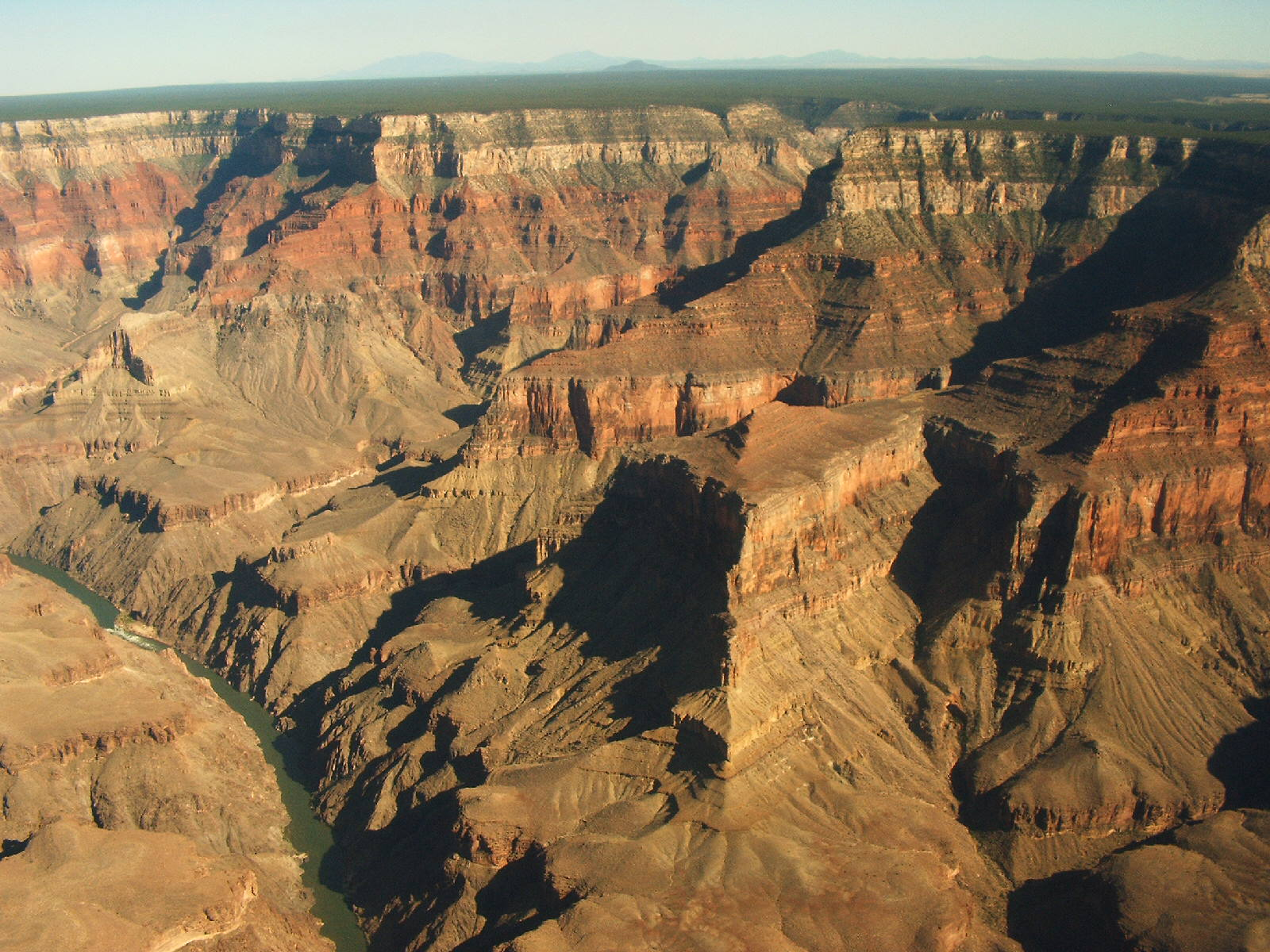
Великий каньйон

Вели́кий каньйо́н (англ. Grand Canyon, ісп. Gran Cañón, хопі Ongtupqa, явапай Wi: kaʼi: la, навахо Tsékooh Hatsoh) — один із найглибших каньйонів світу, розташований на північному заході американського штату Аризона на плато Колорадо, в середній течії річки Колорадо.

## Характеристики
Довжина каньйону — 466 км, глибина — до 1600 м, ширина на рівні поверхні плато — 8—25 км, поблизу дна — менше 1 км (на окремих ділянках — до 120 м). У межах каньйону річка Колорадо тече зі швидкістю до 25 км/год. Поверхня плато, яке прорізає каньйон, розташована на висоті від 1525 до 2745 м над рівнем моря.
Для Великого каньйону характерні своєрідні форми рельєфу — «башти», «бастіони», грандіозні оголення гірських порід. Каньйон утворений у товщі вапняків, пісковиків і сланців.
Великий каньйон відносно недавнього походження — трохи більше мільйона років тому. Цей надзвичайно глибокий каньйон зі стрімкими стінами, проритий річкою Колорадо. Робота річки супроводжувалася підйомом плато Колорадо, що підсилювало дію річки. Хоча каньйон і недавнього походження, скелі, що складають стіни, значно старіші. Геологічні дані свідчать про те, що тривалий час плато перебувало на дні моря.
Рослинність у каньйоні складається, переважно, з пустельних рослин, таких як агави та іспанський байонет. Тут водяться пуми, олені, орли.

## Клімат
Клімат на плоскогір'я і внизу каньйону різко розрізняється — коли нагорі близько 15 °C тепла, на дні ущелини, серед розпеченого каміння температура піднімається до +40 °C.
У каньйоні дуже спекотно влітку, а взимку іноді бувають заморозки.

## Туризм
Гранд-Каньйон є одним з головних місць туризму в США — його щорічно відвідують більше 2 млн осіб.
Частина каньйону та його околиць входить до складу національного парку Гранд-Каньйон. Національний парк Гранд-Каньйон (Grand Canyon) — це один з найстаріших національних парків США. Гранд-Каньйон або Великий каньйон знаходиться в Сполучених Штатах Америки, в штаті Аризона, поблизу міста Флеґстафф. Географічні координати парку — 36 ° 03 північної широти і 112 ° 08 західної довготи. Гранд-Каньйон займає площу в 4927 кв.км. Статус національного природного пам'ятника присвоєно цій території в 1908 році. Статус «Національний парк Великий каньйон» він отримує в 1917 році. 1979 року Великий каньйон включений до Списку всесвітньої спадщини ЮНЕСКО.
Щороку Великий каньйон забирає життя кількох необережних туристів, які вирушають в «останню 12-секундну подорож».
У 40-х — 50-х роках ХХ століття екіпажі багатьох пасажирських авіалайнерів, що пролітають у цій місцевості, спеціально планували шлях таким чином, щоб дати пасажирам помилуватися видами Великого каньйону. Найчастіше пілоти здійснювали над каньйоном кілька «вісімок» з лівим і правим креном, щоб поліпшити пасажирам огляд. У ті роки це не було заборонено, бо пілоти пасажирських лайнерів мали право здійснювати візуальні польоти навіть перебуваючи на ешелонах, що іноді викликало небезпечні зближення літаків у повітрі.
30 червня 1956 з цієї причини над Великим каньйоном зіткнулися два літаки. Їхні уламки впали на дно каньйону, загинуло 128 осіб. Це була найбільша за кількістю жертв авіакатастрофа в США до 1960 року. Після цього випадку візуальні польоти на ешелонах по повітряних трасах над територією США були заборонені.

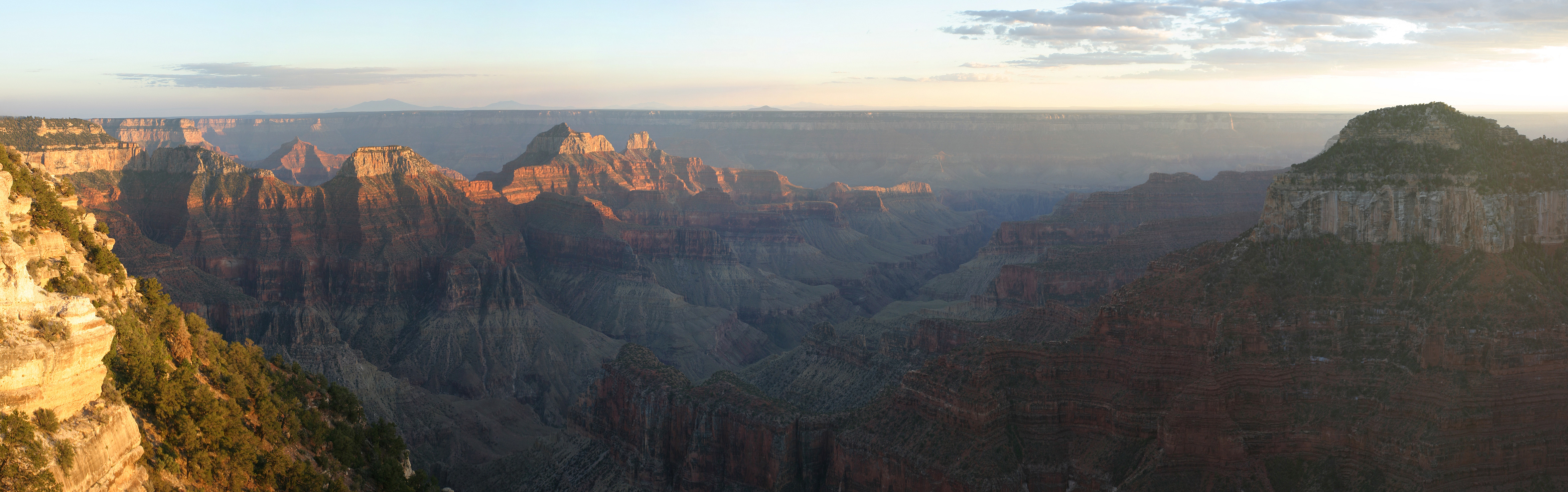
Панорама Великого каньйону з півночі.